# لیکن‌هیث
لیکن‌هیث (به انگلیسی: Lakenheath) یک روستا در بریتانیا است که در Lakenheath واقع شده‌است. لیکن‌هیث ۴٬۶۹۱ نفر جمعیت دارد.